# Perdasdefogu
Perdasdefogu település Olaszországban, Szardínia régióban, Ogliastra megyében. Lakosainak száma 1726 fő (2023. január 1.). Perdasdefogu Seui, Villaputzu, Escalaplano, Ulassai és Ballao községekkel határos.

## Népesség
A település lakossága az elmúlt években az alábbi módon változott:
| Lakosok száma | 1933 | 1881 | 1726 |
|               | 2017 | 2018 | 2023 |